# Bas-Saint-Laurent
Bas-Saint-Laurent és una regió administrativa de la província canadenca del Quebec, situada a la riba sud de l'estuari del riu Sant Llorenç. Està dividida en vuit municipalitats regionals de comtat (MRC) i 133 municipis.

## Demografia
Tenia una població de 199.039 habitants i una superfície terrestre de 22.188,19 km² (8.566,91 m²) segons el cens de 2021 i una densitat de 9,1 hab./km², amb unaTaxa de natalitat de 8,6‰ (2005) i una Taxa de mortalitat de 8,9‰ (2005)

## Organització territorial

### Municipalitats regionals de comtat[4]
- Kamouraska, la capital de la qual és la ciutat de Saint-Pascal.
- La Matapédia, la capital de la qual és la ciutat d'Amqui.
- La Mitis, la capital de la qual és la ciutat de Mont-Joli.
- Les Basques, la capital de la qual és la ciutat de Trois-Pistoles.
- Matane, la capital de la qual és la ciutat de Matane.
- Rimouski-Neigette, la capital de la qual és la ciutat de Rimouski.
- Rivière-du-Loup, la capital de la qual és la ciutat de Rivière-du-Loup.
- Témiscouata, la capital de la qual és la ciutat de Notre-Dame-du-Lac.

### Territoris equivalents
- Reserva índia de Cacouna
- Reserva índia de Whitworth